# Madhu Sudan
Madhu Sudan (Bridgeport, 12 settembre 1966) è un informatico indiano naturalizzato statunitense.
Dal 2015 è Professore di Informatica presso la Harvard John A. Paulson School of Engineering and Applied Sciences.
Ha conseguito la laurea in informatica presso l'IIT Delhi nel 1987 e il dottorato in informatica presso l'Università della California - Berkeley nel 1992. È stato membro del personale di ricerca presso l'IBM Thomas J. Watson Research Center di Yorktown Heights, New York dal 1992 al 1997 e successivamente si è trasferito al MIT. Dal 2009 al 2015 è stato ricercatore permanente presso Microsoft Research New England prima di entrare a far parte dell'Università di Harvard nel 2015.

## Contributo alla ricerca e premi
Nel 2002 è stato insignito del Premio Rolf Nevanlinna al 24 ° Congresso Internazionale dei Matematici (ICM). Il premio riconosce il lavoro eccezionale negli aspetti matematici dell'informatica. Sudan è stato premiato per il suo lavoro nel portare avanti la teoria delle prove verificabili probabilisticamente - un modo per rifondere una dimostrazione matematica in linguaggio informatico per ulteriori controlli sulla sua validità - e nello sviluppo di codici di correzione degli errori. Per lo stesso lavoro, ha ricevuto il Distinguished Doctoral Dissertation Award dell'ACM nel 1993 e il Gödel Prize nel 2001 ed è stato un relatore invitato dell'ICM nel 1998. He is a Fellow of the ACM (2008). È membro dell'ACM (2008). Nel 2012 è diventato membro della American Mathematical Society. Nel 2014 ha vinto il Premio Infosys per le scienze matematiche. Nel 2017 è stato eletto alla National Academy of Sciences.
Sudan ha dato importanti contributi a diverse aree dell'informatica teorica, comprese le prove verificabili probabilisticamente, la non approssimabilità dei problemi di ottimizzazione, la decodifica delle liste e i codici di correzione degli errori.